# Stephanplatz (Karlsruhe)
Der Stephanplatz ist ein Platz in der Karlsruher Innenstadt-West. Auf dem 1901 angelegten Platz finden regelmäßig Märkte statt, unter dem Platz befindet sich eine Tiefgarage. Bei sportlichen Großveranstaltungen wird der Platz zum Public Viewing genutzt.

## Namensgebung
Die Namensgebung für den Stephanplatz geht auf Heinrich von Stephan zurück. Von Stephan war Generalpostdirektor des Deutschen Reichs, passend dazu grenzt der Platz an das ehemalige Hauptpostgebäude Karlsruhes.

## Geschichte
Über das Gebiet des Platzes fließt seit dem 16. Jahrhundert der Landgraben. Während der Kanal zunächst offen war, wurde er ab 1815 überbaut und verläuft inzwischen unterirdisch unter dem Stephanplatz.
Der Platz wurde im Jahr 1901 angelegt. Zuvor bestand dort von 1827 bis 1897 eine Infanteriekaserne. Seit dem Jahr 1897 befindet sich angrenzend ein Sandsteingebäude. Das Gebäude wurde zunächst als Reichspost-Telegrafengebäude genutzt, inzwischen beherbergt es das Einkaufszentrum Postgalerie. 1918 wurde das Postgebäude zum Stephanplatz hin um einen Flügelanbau erweitert. Das Gebäude steht unter Denkmalschutz.
Im Jahr 1903 erhielt der Architekt Hermann Billing den Auftrag, einen Monumentalbrunnen für den Platz zu entwerfen. Der Stephanienbrunnen wurde 1905 fertiggestellt.
In der Südostecke des Platzes errichtete die Rhenania Ossag Mineralölwerke nach den Plänen des Städtischen Hochbauamts unter Leitung von Friedrich Beichel im Jahr 1929/30 einen eingeschossigen Pavillonbau, der sich im Besitz der Stadt befindet. Dieser von Wald-, Amalien- und Karlstraße umschlossene, dreiecksförmige Flachbau beherbergte neben einer im Untergeschoss befindlichen öffentlichen Bedürfnisanstalt, ein Konfektionsgeschäft mit großflächiger Schaufensterfront und eine beachtenswerte Großtankstelle. Zum Ende der Weimarer Republik entfaltete sich die Bauaufgabe Tankstelle insgesamt zum avantgardistisches Großstadtsymbol und Sinnbild für das "Neue Bauen". Bis in die 1970er Jahre wurde der rückseitige Teil des Baus von der Shell AG als Tankstation betrieben, ehe das dünne, weit auskragendgeschwungene Flugdach mit seinen zwei Betonstützen abgerissen wurde. Bis heute befindet sich eine Apotheke in den in Skelettbauweise errichteten Verkaufsräumlichkeiten. Insgesamt erscheint die organische Formgebung dieses wegweisenden Baus bereits als ein Vorgriff auf die durch die Stromlinienform beeinflussten Tankstellenbauten der Nachkriegsmoderne in Deutschland. Seit 1942 wird das Gebäude an die Eigentümer der Karl-Apotheke vermietet.
Nach einer Neugestaltung wurde der Platz im Jahr 1976 wieder eröffnet. In den Jahren 1999 bis 2001 wurde der Platz im Zuge des Umbaus der Hauptpost zum Einkaufszentrum ein weiteres Mal komplett neugestaltet. Dabei wurde auch eine Tiefgarage unter dem Platz errichtet. Der Stephanienbrunnen musste dafür komplett ab- und wieder aufgebaut werden.

## Bebauung
Auf dem Platz befinden sich aktuell eine Apotheke, der Brunnen und als Zugang zur Tiefgarage ein Fahrstuhl und zwei Portalbauten, wovon der eine einen Imbiss beherbergt, der schon vor dem Platzumbau ein Gebäude dort hatte, während in den anderen ein Eiscafé eingerichtet wurde, das derzeit nicht genutzt wird. Die Außengastronomie im wegen des Landgrabens und der Tiefgarage leicht erhöhten Bereich des Platzes wird inzwischen von einem Restaurant in der Postgalerie betreut.
2013 kam es zu Spekulationen bezüglich einer Umgestaltung des Platzes hin zu einer verstärkten kommerziellen Nutzung. Aus Teilen der Bevölkerung kamen ernste Bedenken auf, sodass unter anderem eine Petition gegen die Pläne gestartet sowie ein Denkmalschutz für den 1930 erbauten Flachbau gefordert wurde. Da in den 1970er Jahren ein Teilabriss durchgeführt und das Vordach umgestaltet wurde, lässt sich ein solcher jedoch nicht umsetzen.

## Nutzung

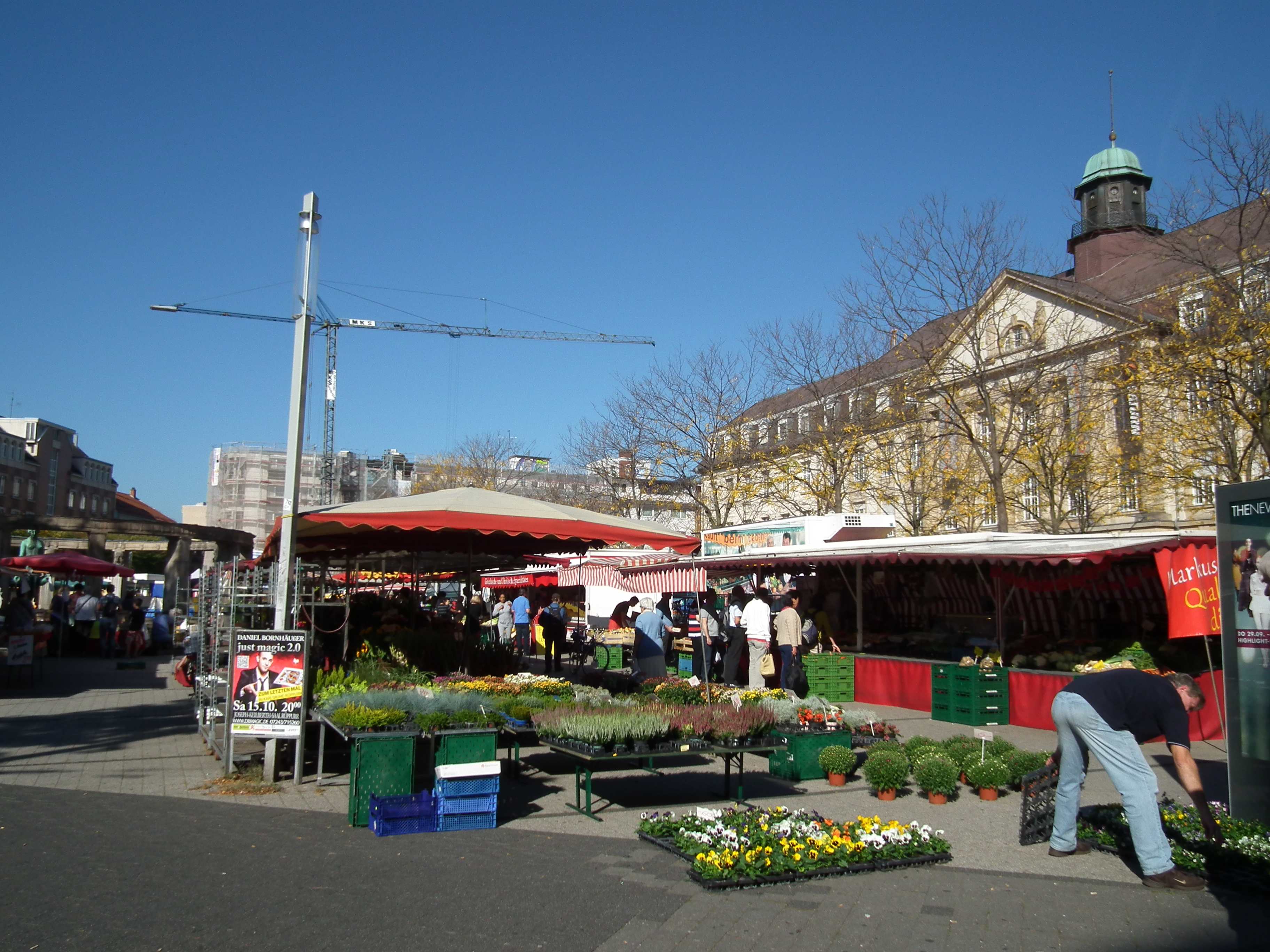
Wochenmarkt auf dem Stephanplatz

Auf dem Platz finden regelmäßig Märkte statt. Dreimal wöchentlich bieten rund 40 Händler unter anderem Obst, Gemüse und Pflanzen auf dem Wochenmarkt an. Des Weiteren findet jährlich zweimal ein Kunsthandwerkermarkt statt, bei dem bis zu 90 regionale und überregionale Aussteller ihre hergestellten Kunstwerke präsentieren, darunter Bekleidung, Schmuck und Accessoires sowie Skulpturen Gebrauchsgegenstände.
Von März bis Dezember wird außerdem einmal monatlich ein Flohmarkt veranstaltet. Der Flohmarkt auf dem Stephanplatz war 1973 Karlsruhes erster Flohmarkt.